# 波罗河
波罗河，位于中华人民共和国广东省北部，是连江左岸支流，上游称大潭河，发源于乳源瑶族自治县天井山北麓的蚁岩，蜿蜒东南流至洛阳镇的鸭麻湖（原属古母镇）转南流，进入英德市境后转西南流，经波罗镇，至大湾镇汇入连江。河长75千米，河道比降5.80‰，流域面积991平方千米。河道天然落差1330米。上游流经乳源县境内的古母水（苦母水）石灰岩山区，石灰溶洞发育，渗漏大，干旱严重。